# Опатовский уезд
Опатовский уезд — административная единица в составе Радомской губернии Российской империи, существовавшая c 1837 года по 1919 год. Административный центр — город Опатов.

## История
Уезд образован в 1837 году в составе Сандомирской губернии. В 1844 году уезд вошёл в состав Радомской губернии Российской империи. В 1919 году преобразован в Опатувский повят Келецкого воеводства Польши.

## Население
По переписи 1897 года население уезда составляло 127 380 человек, в том числе в городе Опатов — 6603 жит., в безуездном городе Островец — 9768 жит.

### Национальный состав
Национальный состав по переписи 1897 года:
- поляки — 106 155 чел. (83,3 %),
- евреи — 20715 чел. (16,3 %),

## Административное деление
В 1913 году в состав уезда входило 23 гмин: 
| - Бацьковице — д. Бацьковице, - Бодзехов — д. Бодзехов, - Боксыце — д. Мемина, - Васнев — пос. Васнев, - Войцеховице — д. Микулов, - Генсице — д. Генсице, - Гржегоржевице — с. Гржегоржевице, - Иваниски — д. Иваниски, | - Кунов — пос. Кунов, - Лагов — пос. Лагов, - Лясоцин — пос. Лясоцин, - Мальковице — д. Воля-Мальковская, - Модлиборжице — д. Модлиборжице, - Ожаров — пос. Ожаров, - Опатов — г. Опатов, - Пиоргов — д. Пиорки, | - Рембов — д. Рембов, - Руда-Косцельня — д. Руда-Косцельня, - Садове — д. Садове, - Цмелев — пос. Цмелев, - Ченстоцице — д. Ченстоцице, - Чижов-Шляхецкий — д. Чижов-Шляхецкий, - Юльянов — д. Липова-Вулька. |